# Thinodromus arcuatus
Thinodromus arcuatus är en skalbaggsart som först beskrevs av Stephens 1834.  Thinodromus arcuatus ingår i släktet Thinodromus, och familjen kortvingar. Arten är reproducerande i Sverige.